# Casimiro de Abreu
Casimiro José Marqués de Abreu (Barra de São João, estat de Rio de Janeiro, 4 de gener de 1839 - Nova Friburgo, 18 d'octubre de 1860, fou un escriptor brasiler. És un dels més coneguts i més importants poetes de Brasil. La ciutat on va néixer, Barra de São João, ara es coneix com a Casimiro de Abreu en el seu honor.

## Biografia
Casimiro de Abreu era fill de José Joaquim Marqués de Abreu, un home de negocis portuguès, i de Joaquina Luiza das Neves, la vídua d'un granger. Només va assistir a l'escola primària en Nova Friburgo, abans de traslladar-se a Rio de Janeiro als 13 anys per treballar amb el seu pare.
En 1853, Casimiro va viatjar a Portugal, on va entrar en contacte amb els intel·lectuals de l'època i va escriure la majoria de les seves obres. A Lisboa, la seva obra Camõés eo Jaú, es va portar al Teatre Don Fernando el 1856 i es va publicar poc després. En 1857 va tornar a Brasil per treballar en el magatzem del seu pare, però va seguir participant en la vida bohèmia. Va escriure per a diversos diaris i es va convertir en amic de Machado de Assis. Va ser triat per formar part de la llavors recentment fundada Academia Brasileira de Letras.
Malalt de tuberculosi, es va retirar a la finca de la família en Indaiaçu, on va tractar de recuperar la seva salut. Havia publicat la seva poesia el 1859, recollida sota el títol Como Primaveras. Va morir el 16 d'octubre de 1860 en una granja prop de la seva ciutat natal.

## La seva obra
Casimiro de Abreu va ser un dels poetes més populars de la seva època i segueix sent un dels més volguts de tots els temps. Gran part de la seva obra va ser escrita mentre va viure a Portugal, on va estar separat de la seva família i amics durant quatre anys. Aquesta experiència va generar en ell un genuí sentiment de nostàlgia de les vivències de la seva joventut i el va portar a expressar l'amor que sentia per la seva mare i la seva terra.
- Camõés e o Jau, 1856.
- Carolina, novel·la publicada en el diari lisboeta "O Progresso", números 351-52, 1856
- Camila, novel·la inacabada, 1856
- A virgem loura, Pàgines do coração, publicada en el "Correio Mercantil", número 334, 1857
- As primaveras, 1859.